# 南山1号隧道
南山1号隧道（朝鲜语：남산1호터널；）是位于韩国首尔綠莎坪大路上的一座公路隧道，位于南山之下。隧道北端与位于中区的小公路相连。隧道南端可以直通龙山区的盘浦大桥(潜水桥)。方便了首尔江南地区与首尔中心区域的沟通。

## 建设背景
1968年1月12日在首尔发生了青瓦台事件，此事件对时任首尔市长金玄玉的震动很大，对此他提出了在首尔建立能够令市民躲避灾难的合适设施，既“首尔要塞化计划”。1969年1月7日，该计划具体到了修建南山1号隧道和南山2号隧道。1969年3月4日，正式确定规划的南山1号隧道和南山2号隧道存在立体交叉，交叉点上方计划设立5,000~7,000平方米的广场，可在紧急状态下容纳30万人。在韩国信托银行的10亿韩元的资金支持下，隧道于1969年3月13日动工修建。

## 建成使用
1970年8月15日：隧道开通使用，为单洞双向2车道。韩国信托银行为收回投资成本，于是以韩信不动产子会社的身份开始针对该隧道收取车辆通行费，计划直至2010年结束。但因达不到收回成本的预期，导致财政赤字过高，并在1974年解散。1974年11月1日，首尔市政府收回了隧道拥有权，交给首尔特别市施设管理公团管理。但随后发现隧道存在严重的安全问题，并在1975年进行了封闭维修，导致计划中的用于避难的广场的修建计划废止。
1980年代，首尔的机动车辆数量大规模增加，导致隧道内拥堵严重，于是在1989年5月25日于现有隧道旁平行修建了新隧道，工程自1994年1月8日结束。

## 历史
- 1969年3月13日：动工修建。
- 1970年8月15日：隧道通车，同时开始征收通行费。
- 1975年5月1日：通行费上调[2]。
- 1976年7月16日：通行费上调[3]。
- 1995年1月1日：停止收取通行费。
- 1996年11月11日：开始征收交通拥堵费[4][5]。
- 2011年7月14日：隧道内发生出租车爆炸事件，导致交通瘫痪[6][7]。

## 收费方式
收费站位于隧道北侧出入口，自1996年11月开始针对载客量10人以下的车辆收费，收费时间为平日上午7点至晚间9点（节假日和周末不收费），每辆车收取2000韩元。
排量1000cc以下的轻型车、轿车及第3种低公害LNG和CNG车辆，减免50%费用（收取1000韩元）。
载客量11人及以上的车辆（如巴士）、载客量3人及以上的运营车辆（如出租车）、电动汽车、混合动力车辆及第2种低公害LNG和CNG车辆免于收费。
支付方式除了现金，还可使用信用卡或T-money支付。